# 艾略茨敦 (伊利諾伊州)
艾略茨敦（英語：Elliottstown）是位於美國伊利諾伊州埃芬漢縣的一個非建制地區。該地的面積和人口皆未知。

## 地理
艾略茨敦的座標為39°00′04″N 88°27′10″W / 39.00111°N 88.45278°W，而該地的平均海拔高度為173米（即568英尺）。